# Eleodes littoralis
Eleodes littoralis es una especie de escarabajo del género Eleodes, tribu Amphidorini, familia Tenebrionidae. Fue descrita científicamente por Eschscholtz en 1829.
Se mantiene activa durante todos los meses del año.

## Descripción
Mide aproximadamente 5-7 milímetros de longitud.

## Distribución
Se distribuye por Estados Unidos.